# Env (基因)

HIV病毒，最外一层为病毒包膜

Env（包膜糖蛋白基因）是病毒的一个基因，其编码的病毒蛋白用于形成病毒包膜。逆转录病毒的 env 基因表达使得其能特异性地吸附在靶细胞的表面，并穿过细胞膜进入细胞。